# Joseph Chennoth
Joseph Chennoth (Kokkamangalam, 13 ottobre 1943 – Tokyo, 8 settembre 2020) è stato un arcivescovo cattolico indiano.

## Biografia
Joseph Chennoth nacque a Kockamangalam il 13 ottobre 1943 da Joseph e Mary Kutti. Aveva cinque fratelli e due sorelle.

### Formazione e ministero sacerdotale
Nel 1960 entrò in seminario e dopo avere studiato filosofia nel seminario maggiore di Aluva, monsignor Joseph Parecattil lo inviò a Roma per studiare alla Pontificia università urbaniana.
Il 4 maggio 1969 fu ordinato presbitero per l'arcieparchia di Ernakulam-Angamaly in Austria da monsignor Paul Ch'eng Shih-kuang, vescovo di Tainan. Tornato in patria prestò servizio pastorale a Koratty, Komattam e nella basilica di San Giorgio ad Angamaly e fu segretario del cardinale Joseph Parecattil. Nel 1973 venne inviato a proseguire gli studi alla Pontificia accademia ecclesiastica a Roma, l'istituto che forma i diplomatici della Santa Sede. Conseguì il dottorato in diritto canonico.
Entrato nel servizio diplomatico della Santa Sede, prestò servizio nelle rappresentanze pontificie in Camerun, Turchia e Iran, presso il Consiglio per gli Affari pubblici della Chiesa, e poi nelle rappresentanze in Belgio, Spagna e nei Paesi Scandinavi. Il 26 aprile 1995 venne nominato incaricato d'affari ad interim in Cina. Nel 1999 accompagnò papa Giovanni Paolo II nel suo viaggio apostolico di dieci giorni in India e gli insegnò alcune espressioni in lingua malayalam.
Oltre al malayalam, parlava correntemente latino, francese, spagnolo, italiano, tedesco e cinese.

### Ministero episcopale
Il 24 agosto 1999 papa Giovanni Paolo II lo nominò arcivescovo titolare di Milevi e nunzio apostolico nella Repubblica Centrafricana e in Ciad. Ricevette l'ordinazione episcopale il 30 ottobre successivo nella basilica di San Pietro in Vaticano dal cardinale Angelo Sodano, Segretario di Stato di Sua Santità, co-consacranti l'amministratore apostolico di Ernakulam-Angamaly Varkey Vithayathil e l'arcivescovo Jean-Louis Tauran, segretario per i rapporti con gli Stati.
Il 15 giugno 2005 papa Benedetto XVI lo nominò nunzio apostolico in Tanzania.
Il 15 agosto 2011 lo stesso pontefice lo nominò nunzio apostolico in Giappone. Il 20 ottobre successivo giunse nel paese e il 14 dicembre presentò le lettere credenziali all'imperatore Akihito.
Il 15 febbraio 2012 partecipò con tutti i 17 vescovi attivi alla messa per il primo anniversario del grande terremoto del Giappone orientale. Nel maggio del 2016 visitò Taiwan come inviato speciale e partecipò alla cerimonia di inaugurazione della presidente Tsai Ing-wen.
Il 26 maggio 2017 visitò il Kumamoto City Jikei Hospital per ricordare i dieci anni dall'inaugurazione della ruota degli esposti e visitare l'area colpita dal terremoto dell'anno precedente. Lo staff dell'ospedale spiegò il meccanismo della ruota e dell'accoglienza dei neonati. Al termine della visitò affermò: "Sono contento che la vita è trattata come un dono di Dio". Consegnò al direttore una croce affidata da papa Francesco.
Nel 2018, in risposta alla Marcia per la vita a Tokyo disse: "La vita di tutti è un dono di Dio. Pertanto, ogni essere umano deve essere rispettato e protetto. È la sacralità della vita umana. Perché è l'immagine e somiglianza di Dio. Il modo in cui viene trattata la vita della persona più debole dipende dall'alto grado di cittadinanza del paese. La marcia della vita ci ricorda la necessità di proteggere la vita dal grembo alla morte naturale e spero che ci renda consapevoli come popolo".
Alla fine del 2018 presentò la rinuncia all'incarico per raggiunti limiti di età ma papa Francesco gli chiese di rimanere in carica fino al viaggio apostolico previsto per il novembre del 2019.
Il 22 ottobre 2019 assistette con il cardinale Francesco Monterisi, inviato speciale del papa, e altri inviati e ambasciatori alla cerimonia di intronizzazione dell'imperatore Naruhito tenutasi nella sala principale del Palazzo imperiale di Tokyo.
Nel 2020 aveva intenzione di visitare l'India per un periodo di vacanza, ma dovette cancellare il viaggio a causa della pandemia di COVID-19.
L'8 maggio di quell'anno fu ricoverato in ospedale a causa di un malore improvviso. Morì al Seibo Catholic Hospital di Tokyo alle 13:30 dell'8 settembre 2020 all'età di 76 anni per un ictus causata da un'emorragia cerebrale. Il giorno della morte, il governo giapponese gli concesse la I classe dell'Ordine del Sol Levante. Il 17 settembre si tenne una messa in suffragio nella chiesa di Sekiguchi. Il 21 settembre la salma venne riportata in India. Le esequie si tennero il 22 settembre alle ore 14:30 nella chiesa di San Tommaso a Kokkamangalam e furono presiedute da monsignor Antony Kariyil, vicario dell'arcivescovo maggiore per l'arcieparchia di Ernakulam-Angamaly. L'omelia venne pronunciata da monsignor Jacob Manathodath, eparca di Palghat. I riti finali furono officiati dal cardinale George Alencherry, arcivescovo maggiore di Ernakulam-Angamaly. Al termine del rito fu sepolto nello stesso edificio.

## Genealogia episcopale
La genealogia episcopale è:
- Cardinale Scipione Rebiba
- Cardinale Giulio Antonio Santori
- Cardinale Girolamo Bernerio, O.P.
- Arcivescovo Galeazzo Sanvitale
- Cardinale Ludovico Ludovisi
- Cardinale Luigi Caetani
- Cardinale Ulderico Carpegna
- Cardinale Paluzzo Paluzzi Altieri degli Albertoni
- Papa Benedetto XIII
- Papa Benedetto XIV
- Papa Clemente XIII
- Cardinale Marcantonio Colonna
- Cardinale Giacinto Sigismondo Gerdil, B.
- Cardinale Giulio Maria della Somaglia
- Cardinale Carlo Odescalchi, S.I.
- Vescovo Eugène de Mazenod, O.M.I.
- Cardinale Joseph Hippolyte Guibert, O.M.I.
- Cardinale François-Marie-Benjamin Richard de la Vergne
- Cardinale Pietro Gasparri
- Cardinale Clemente Micara
- Cardinale Antonio Samorè
- Cardinale Angelo Sodano
- Arcivescovo Joseph Chennoth